# ميك هيوم
ميك هيوم (بالإنجليزية: Mick Hume)‏ (مواليد 1959) صحفي ومؤلف بريطاني تركز كتاباته على قضايا حرية التعبير وحرية الصحافة.
كان هيوم كاتب عمود في صحيفة ذا تايمز لمدة 10 سنوات من عام 1999 ووُصف بأنه «كاتب العمود الوحيد في الصحيفة الماركسية التحررية في بريطانيا». كتب مؤخرا لصحيفة ذا صن والتايمز والصنداي تايمز.
ولد هيوم في نيو هاو في سري وتلقى تعليمه في مدرسة ووكينغ كاونتي النحوية للبنين وجامعة مانشستر. في العشرينات من عمره أصبح هيوم محرر للخطوة التالية صحيفة الحزب الشيوعي الثوري البائد. في عام 1988 أطلق مجلة الحزب الماركسية الحية.
بعد طي الحزب الشيوعي الثوري في عام 1996 ساعد هيوم في إعادة إطلاق المجلة باسم الماركسية الحية والتي قام بتحريرها حتى أُجبرت على الإغلاق في عام 2000 بعد خسارة دعوى تشهير قدمتها آي تي إن بسبب الادعاءات التي قدمتها المجلة بشأن تقارير آي تي إن عن معسكر ترنوبولي في البوسنة والهرسك.
في عام 2001 كان هيوم محرر إطلاق المجلة الإلكترونية سبايكد وهي أول تعليق على شبكة الإنترنت فقط في المملكة المتحدة ومنشور للشؤون الجارية. وهو الآن محرر سبايكد المتجول.
كتاب ميك هيوم «لا يوجد شيء من هذا القبيل كصحافة حرة» ونحتاج واحد أكثر من أي وقت مضى نُشر في أكتوبر 2012 ردا على تحقيق ليفيسون والمناقشة حول تنظيم الصحافة في المملكة المتحدة. وصفها دانيال فينكلستاين من صحيفة التايمز بأنها «درس رئيسي في كتابة الجدل».